# Operación Journeyman
La Operación Journeyman fue una operación de la Marina Real británica en la cual una fuerza de tareas naval fue enviada a las islas Malvinas en noviembre de 1977 para prevenir una posible invasión argentina.  
La operación fue ordenada por James Callaghan después de que cincuenta científicos de la Armada Argentina desembarcaron en la isla Tule, perteneciente a las islas Sandwich del Sur, instigando temores británicos de una invasión argentina a las Malvinas. Los argentinos construyeron la Base Corbeta Uruguay en Tule. La fuerza naval británica, la cual fue planeada bajo fuerte seguridad, fue liderada por el submarino nuclear HMS Dreadnought, y también consistió en dos fragatas, el Alacrity y el Phoebe, y las naves auxiliares Resource y Olwen como naves de apoyo. Los argentinos rápidamente se percataron de la presencia de la fuerza de tarea y Callaghan decidió no utilizar la fuerza para desalojarlos, por lo que las fuerzas argentinas permanecieron en Tule hasta que fueron desalojadas durante la Guerra de las Malvinas en 1982. 
El entonces Secretario de Relaciones Exteriores británico David Owen alegó posteriormente que si el gobierno de Margaret Thatcher hubiera tomado una acción así de rápida cinco años después, las Fuerzas Armadas argentinas no hubieran invadido los archipiélagos australes en 1982, llevando al Reino Unido a la Guerra de las Malvinas.

## Reglas para un posible enfrentamiento
Algunas de las órdenes que llevaban los comandantes británicos para el caso de un enfrentamiento eran: 
- Los oficiales al mando y los capitanes de aeronaves responderán a cualquier agresión con firmeza táctica y exhibirán determinación para satisfacer cualquier escalada, aunque no sobrepasarán las ya realizadas por el enemigo.

- Todo el uso de la fuerza deberá ser gobernada por el principio de usar solo el mínimo necesario de fuerza para lograr los objetivos. Tal fuerza solo será usada hasta que sea evidente que el objetivo inmediato ha sido alcanzado, y no deberá ser como represalia.

- Al comandante del submarino se le ordenó: Si es atacado con armas antisubmarinas por las fuerzas argentinas, emergerá o se retirará sumergido a alta velocidad, cualquiera que implique el menor riesgo para la vida.

Los militares británicos también establecieron una zona de seguridad de 50 millas (alrededor de 80 kilómetros) y cualquier nave que entrara en la misma se le indicaría que debían identificarse y manifestar sus planes.
Documentos clasificados asociados a la Operación Journeyman fueron hechos públicos en 2005.